# ناحية الجانودية
ناحية الجانودية إحدى نواحي سوريا تتبع إداريّاً لمحافظة إدلب منطقة جسر الشغور ومركزها مدينة الجانودية، بلغ تعداد سكان الناحية 19,642 نسمة حسب التعداد السكاني لعام 2004.

## بلدات وقرى ناحية الجانودية
آذار، الفوز (الزوف، الحمامة (كفر دبين)، الحسانية (هتيا)، الجانودية، جديدة الجسر، الملند، المضيئة (لوكسين)، الناصرة، القادرية (قيقون)، القنية، الطيبة (كترين)، اليعقوبية.